# Kathleen Byron
Kathleen Byron, född 11 januari 1921 i West Ham, London, död 18 januari 2009 i Northwood, London, var en brittisk skådespelare. Sina kändaste filmer gjorde hon för regissören Michael Powell på 1940-talet, men hon var aktiv som skådespelare fram till 2001.

## Filmografi i urval
- 1946 – Störst är kärleken
- 1947 – Svart narcissus
- 1949 – Det hemliga rummet
- 1951 – Jag glömmer dej aldrig
- 1951 – Högt spel
- 1953 – Hennes kungarike
- 1973 – Familjen Brontë (TV-serie)
- 1974 – En drottning abdikerar
- 1980 – Elefantmannen
- 1996 – Emma
- 1998 – Les Misérables
- 1998 – Rädda menige Ryan